# Rörviks Segelsällskap
Rörviks Segelsällskap, RÖSS är ett segelsällskap i Göteborg  på Näset, Göteborg i småbåtshamnen Hammars Badförening.
Verksamheten omfattar kappsegling, Träning, Seglarskolor. Klubben sköter även sitt skär med klubbhus som man kan se alla tävlingar och träningar från.